# Władcy Leinsteru

## Królowie Leinsteru

### Legendarni królowie Lagenii (Leinsteru)
- Nieznani królowie Lagenii (przed 284-86 p.n.e.)
- Rossa Ruad (Czerwony) mac Fergus Feirghe (ok. 86)
- Ailill (Oilioll) I Mor (Wielki) (po 10; król w Conacii (Connaught) od 1 n.e.)

Panowanie Conacii (ok. 1-100 n.e.)
Królowie w Osraige (południowo-zachodni Leinster) (ok. 100-400)

### Królowie Leinsteru (Laigen)
Dynastia O’Cheinnselaigh
- Breasal Belach mac Fiachu Ba hAiccid (ok. 392-435/6)
- Enna (Eadna) I Chennselach mac Ladhbrad (435/6-444) [syn bratanka]
- Crimthann I (ok. 444-483) [syn]
- Findchad mac Garrchon (ok. 483-486) [syn?]
- Froech mac Findchad (ok. 485-495) [syn]
- Illan mac Dunlainge (ok. 495-527) [prawnuk Bresala]
- Ailill II (ok. 527-530) [brat]
- Coirpre mac Cormac O’Dunlainge (ok. 546)
- Cormac mac Ailill (ok. 567) [syn Aililla I?]
- Colman Mar (ok. 576) [syn Coirprego]
- Nad Buid mac Erc (O’Dego) (po 580) [potomek Breasala]
- Aed I Dibchine mac Senaig Dibig O’Mail (po 590) [potomek Breasala]
- Brandub mac Echach O’Cheinnselaigh (ok. 597-605/8)
- Ronan Crach (ok. 605-624) [syn Aeda I]
- Crimthann II (ok. 624-633) [brat]
- Faelan I (ok. 633-656/66) [syn Colmana Mara]
- Grundmael (?-656) [syn Ronana]
- Fiannamail mac Máel Tuile O’Máil (ok. 656-680) [prawnuk Aeda I]
- Bran I Mutt mac Conaill (ok. 680-693) [wnuk Faelana I]
- Cellach I Cualann mac Gerthide O’Mail (ok. 693-715)
- Murchad I (ok. 715-727) [syn Brana I]
- Aed II mac Colgenn O’Cheinnselaigh (ok. 715-738)
- Dunchad I (727-728) [syn Murchada I]
- Bran II Becc (728-738) [brat]
- Faelan II (738) [brat]
- Muiredach I (738-760) [brat]
- Cellach II (760-776) [syn Dunchada I]
- Ruaidri (776-785) [syn Faelana II]
- Bran III Ardchenn (Wyniosła Głowa) (785-795) [syn Muiredacha I]
- Finsnechta Cethardec (795-804/5; usunięty) [syn  Cellacha II]
- Aed II Oirnide (804/5-806; arcykról Irlandii 797-819)
- Finsnechta Cethardec (2. panowanie 806-808)
- Muiredach (808-829) [syn Ruaidri]
- Cellach III (829-834) [syn Brana III]
- Bran IV mac Faelan O’Dunchadha (834-838) [wnuk Finsnechty]
- Lorcan (838-848) [syn Cellacha III]
- Tuathal I mac Muiredach O’Muiredaig (848-854) [wnuk Muiredacha II]
- Ruarc (854-862) [syn Brana IV]
- Muirecan mac Diarmait O’ Faelain (862-863) [wnuk Ruaidri]
- Dunlang mac Muiredach (863-869) [wnuk Brana III]
- Ailill III (869-871) [syn]
- Cairpre (869-871) [syn Tuathala I]
- Domnall I (871-884/5) [syn Muirecána]
- Muiredach III (884-885) [syn Brana IV]
- Cerball (885-909) [syn Muirecana]
- Augaire I (909-917) [syn Aililla III]
- Faelan III (917-942) [syn Muiredacha III]
- Lorcan (942-943) [syn]
- Broen mac Mael Morda (943-947) [wnuk Muirecana]
- Tuathal II (947-958) [syn Augaire I]
- Cellach IV (958-965/6) [syn Faelana III]
- Murchad II mac Finn (965/6-972) [prawnuk Muirecana]
- Augaire II (972-978) [syn Tuathala II]
- Domnall II Claen (978-984) [syn Lorcana]
- Donnchad II (984-999; usunięty) [syn]
- Mael Morda (999-1014) [syn Murchada II]
- Dunlaing (1014) [syn Tuathala II]
- Donncuan mac Dunlaing (O’Toole) (1014-1016) [wnuk Tuathala II]
- Bran V (1016-1018; usunięty, zmarł 1052) [syn Mael Mordy]
- Augaire III (1018-1024) [brat Donncuana]
- Donnchad III (1024-1033; usunięty, zmarł 1036) [brat]
- Donnchad IV mac Gillapatryk (1033-1039; król Osraige od 1003)
- Murchad III (1039-1042) [brat Donnchada III]
- Diarmait I mac Mael na mBo mac Donnchad (1042-1052; usunięty)
- Murchad IV (1052-1070; przodek dynastii MacMurroughów) [syn]
- Diarmait I (drugie panowanie 1070-1072)
- Domnall III Remair (1072-1075) [syn Murchada IV]
- Donnchad V (1075-1089) [syn]
- Enna II (1089-1092) [syn Diarmaida I]
- Diarmait II (1092-1098) [syn]
- Donnchad VI (1098-1115) [syn Murchada IV]
- Diarmait III mac Enna (1115-1117) [bratanek]
- Enna III (1117-1126) [syn Donnchada VI]
- Conchobar mac Toirrdelbaig (O’Connor) (1126-1127; usunięty)
- Diarmait IV MacMurrough (1126-1171) [brat Enny III]
- Murchad V an Gaedal (1166-1167) [brat]

### Anglonormandzcy lordowie Leinsteru
- Ryszard de Clare (Strongbow) (1171/2-1176; hrabia Pembroke od 1148)
- Panowanie angielskie 1176-1189
- Wilhelm Marszałek (1189-1219) [zięć]

### Królowie Leinsteru
Dynastia MacMurrough Kavanagh
- Domnall IV Caemanach MacMurrough (król (ri Coicid) 1171-1175) [syn Diarmaita IV]
- Likwidacja królestwa, potem restauracja 1175-1327
- Muirchertach I mac Domhnall (?-1282) [wnuk]
- Muiris I (1282-ok.1314) [syn]
- Domhnall V (ok.1314-1317)
- Art I MacMurrough (1317-ok. 1323)
- Domnall VI (ok.1323-1338; król (rex Lageniae) od 1327) [bratanek Muirchertacha]
- Domnall VII (ok.1338-1347) [syn]
- Muirchertach II (1347-1354) [syn Muirisa I]
- Art II (1354-1361) [syn]
- Diarmait V Laindheary (1361-1369) [syn Domnalla VII]
- Donnchad VII Caomhanach (1369-1375) [brat Arta II]
- Art III Mor (Wielki) (1375-1416/7) [syn Arta II]
- Donnchad VIII (1417-1455; abdykował) [syn]
- Domnall VIII Riabach mac Gerald (1455-1476) [bratanek]
- Muirchertach (Murchad) III Ballach (1476-1511) [syn Donnchada VIII]
- Art IV Buide (Żółtowłosy) (1511-1517) [syn Domnalla VIII]
- Gerald (1517-1523) [brat]
- Muiris II (1523-1531) [brat]
- Cathaoir I (1532-1543) [syn Muirchertacha III]
- Muirchertach IV (ok. 1543-1547) [syn Arta IV]
- Cathaoir II mac Art (1547-1554; abdykował, zmarł 1554) [potomek Arta III]
- Muirchertach (Murchad) V (1554-1557) [syn Muirisa II]
- Criomthann (1557-1582) [syn]
- Domnall IX Spainneach mac Domnall (ok. 1595-1603; zmarł 1632) [wnuk Muirchertacha IV]

## Królowie Osraige (Ossory)

### Legendarni królowie Osraige
- Angus Oisrithe (król w południowo-zachodnim Leinsterze po 100-125 n.e.)
- Laoghaire Birn Buadach (125) [syn]
- Amalgaid [syn]
- Eochaid Lamdoith [syn]
- Buan [syn]
- Cairbre I Niacorb (po 250-284) [syn]
- Cairbre II Damaircaid (284) [syn]
- Conall [syn]
- Rumann Duach [syn]
- Faolan [syn]
- Laigniad Failid [syn]
- Bicne Caoch [syn]

### Historyczni królowie Osraige (Ossory)
Dynastia Colmana
- Cucraid mac Duach Iarleith (ok. 500)
- Colman I mac Bicne Caoch (ok. 550-574/5) [syn Bicne Caocha]
- Feradach Finn mac Tuathalan (ok. 574-582)
- Scannlan I Mor (Wielki) (575-605) [syn Colmana I]
- Colman II (582-601) [syn Feradacha]
- Aed Osraige mac Laogaire (601)
- (?)Cennfelad [syn Feradacha]
- Ronan (605-624) [syn Scannlana I]
- Scannlan II Mor (624-640) [syn Colmana II]
- Scannlan III (640-642/3) [syn Áeda]
- Crundmaol Erbuilg (624-656) [syn Cennfelada]
- Faolan I (856-658) [syn]
- Tuaim Snamha I mac Blathmac (660-678)
- Faelcar mac Forandal (678-693) [prawnuk Scannlana I]
- Ailill (Oilioll) (693-?) [syn Crundmaola]
- Cucerca (?-713) [syn Fáolána I]
- Fiann mac Congal (713-?) [prawnuk Colmana I]
- Cellach I Raidne (?-730) [syn Faelcara]
- Forbasach mac Oilioll (730-735) [prawnuk  Scannlana I]
- Anmcad (735-760) [syn Cucercy]
- Cellach II (760-765) [syn Flanna]
- Dungal I (765-767) [syn Cellacha I]
- Tuain Snamha II (767-770) [syn Flanna]
- Faolan II (770-786) [syn Forbasacha]
- Mael Duin mac Cumascach (786-790)
- Fergal (790-802) [syn Anmcada]
- Dungal II (802-842) [syn]
- Cerball I (842-888) [syn]
- Riacan (888-894) [brat]
- Diarmait (894-900/3; usunięty) [syn Cerballa I]
- Cellach III (900/3-908) [brat]
- Diarmait (drugie panowanie 908-928)
- Cuillen (928-933) [syn Cellacha III]
- Donnchad I (933-976) [brat]
- Gillapatryk I (976-996) [syn]
- Cellach IV (996-1103) [syn Diarmaita]
- Donnchad II (1003-1039; król Leinsteru od 1033) [syn Gillapatryka I]
- Gillapatryk II (1039-1055) [syn]
- Domnall I (1055-1087) [syn]
- Donnchad III (1087-1089) [syn]
- Gillapatryk III Ruad (Czerwony) (1090-1103) [stryj]
- Domnall II Ruad (1103-1113) [syn Donnchada III]
- Donnchad IV Dale (Dub) (1110-1123) [syn Gillapatryka III]
- Murchad (1123-1126) [syn Donnchada III]
- Conchobar I mac Cerbaill (1123-1126)
- Gillapatryk IV (1126-1145/6) [syn Domnalla I]
- Donnchad V (1146-1162) [brat]
- Cerball II (1146-1163) [syn Domnalla II]
- Domnall III (1163-1165) [syn Gillapatryka IV]
- Donnchad VI (1165-1168) [syn Domnalla II]
- Muirchertach I (1168) [syn Cerballa II]
- Muirchertach II (1168) [syn]
- Domnall IV (1168-1176) [syn Donnchada VI]
- Conchobar II (1176) [syn Cerballa II]
- Domnall V (?-1185) [brat]

### Królowie Osraige Górnego
Dynastia MacGillapatriców
- Domnall I Clannach (1185-1219)
- Domnall II (1219-?) [syn]
- Seaffraid I (?-1269) [syn]
- Seaffraid II (1269-1289) [syn]
- Donnchad (1289-1330) [syn]
- Domnall III mac Domnall Dub (1330-?) [syn bratanka]
- Fingin I (?-1383) [syn]
- Fingin II na Culcoile (1383-1443) [syn]
- Seann (1443-1468) [syn]
- Brian I na Luirech (1468-1537) [syn]
- Brian II Oge (1537; abdykował; baron Castletown 1537-1551) [syn]
- Osraige Górne włączone do Anglii 1537

## Królowie Ui Failge (Offaly)
Dynastia O Conchobar (O’Connorów)
- Conchobar (Connor) I mac Finn (król Ui Failge (ri Ui Failge) w północno-zachodnim Leinsterze ?-978)
- Conn I mac Congalaig (?-994)
- (?)Nieznani królowie (994-1030)
- Congalach I (przed 1050-1051)
- Gillapatryk mac Conchobar Ua Sibleáin (1051-1071)
- Conchobar II (1071-1115) [syn Congalacha I]
- Muirchertach I (?-1095)
- Rogan Mac Domnall mac Conchobar (1115-1118)
- Cu Faifne mac Congalaig (ok. 1118-1130)
- Donnchad I (1130-1134) [syn]
- Aed I mac Domnaill(1134-113?)
- Mael Morda I mac Conchobar (113?)
- Conchobar III (113?) [syn Cu Faifne]
- Mael Sechlainn I mac Conchobar (113?)
- Congalach II (113?; usunięty) [syn Cu Faifne]
- Murchad I (ok. 1140) [brat]
- Congalach II (2. panowanie 114?)
- Muirchertach II mac Muirchertaig (114?-1151)
- Aed II mac Donnchada (ok. 1151-1159)
- Domnall Ruad (Czerwony) (1159-1161) [syn Congalacha II]
- Mael Sechlainn II (1161-1164) [brat]
- Donnchad II Ruad Roigne (1164-116?)
- Diarmait I (116?) [syn Congalacha II]
- Muirchertach III (po 1165-1169) [brat]
- Diarmait II mac Con Broga Ua Dimmusaig (przed 1172-1193)
- Muirchertach IV mac Briain (ok. 1212)
- Mael Morda II mac Muichertaig mac Donnchada (?-1225)
- Muirchertach V (1225-?) [syn]
- Muirchertach VI (?-1305) [syn]
- Murchad II (1305-?) [syn]
- Mael Sechlainn II (?-1329) [brat]
- Cathaoir I (?-1367) [syn Murchada II]
- Muirchertach VII Og (Młodszy) (?-1384) [syn Muirchertacha VI]
- Murchad III (1384-1421) [syn]
- Diarmait III (1421-1425) [brat]
- An Calbach I Mor (Wielki) (ok. 1425-1458) [syn Murchada III]
- Conn II (1458-1474) [syn]
- Cathaoir II (1474-1511) [syn]
- Brian I mac Taidg (1511-1517) [wnuk An Calbacha I]
- An Calbhach II (1517-1525) [brat]
- Brian II (ok. 1525-1556) [syn Cathaoira II]

## Anglonormandzcy hrabiowie Kildare
Dynastia FitzGeraldów
- Maurycy I fitz Gerald (baron Naas 1171-1176)
- Gerald I (1176-1204) [syn]
- Maurycy II (1204-1257) [syn]
- Maurycy III fitz Gerald (1257-1268) [wnuk Maurycego I]
- Gerald II (1268-1287) [syn]
- Jan I fitz Tomasz (baron Offaly 1287-1316; pierwszy hrabia (earl) Kildare 1316) [wnuk Maurycego II]
- Tomasz I (1316-1328) [syn]
- Ryszard (1328-1331) [syn]
- Maurycy IV (1331-1390) [brat]
- Gerald III (1390-1432) [syn]
- Jan II fitz Jan (1410-1427)
- Tomasz II fitz Maurycy (1432-1478) [wnuk Maurycego IV]
- Gerald IV Wielki (1478-1513) [syn]
- Gerald V Młodszy (1513-1534) [syn]
- Tomasz III Jedwabisty (1534-1536; usunięty, zmarł 1537) [syn]
- Panowanie angielskie 1536-1553
- Gerald VI (1553-1585) [brat]
- Henryk (1585-1597) [syn]
- Wilhelm (1597-1599) [syn Geralda VI]
- Gerald VII fitz Edward (1599-1612) [bratanek]
- Gerald VIII (1612-1620) [syn]
- Jerzy fitz Tomasz (1620-1660) [bratanek Geralda VII]
- Wentworth (1660-1664) [syn]
- Jan III (1664-1707) [syn]
- Robert fitz Robert (1707-1744) [wnuk Jerzego]

## Angielscy książęta Leinsteru
Dynastia FitzGeraldów
- Jakub (1744-1773; pierwszy książę Leinsteru od 1771) [syn]
- Wilhelm (1773-1804) [syn]
- August (1804-1874) [syn]
- Karol (1874-1887) [syn]
- Gerald (1887-1893) [syn]
- Maurycy (1893-1922) [syn]
- Edward (1922-1976; po powstaniu państwa Irlandii przeniósł się do Anglii w 1922) [brat]
- Gerald (1976-2004) [syn]
- Maurycy (2004-dziś) [syn]